# Die Neue Zeit

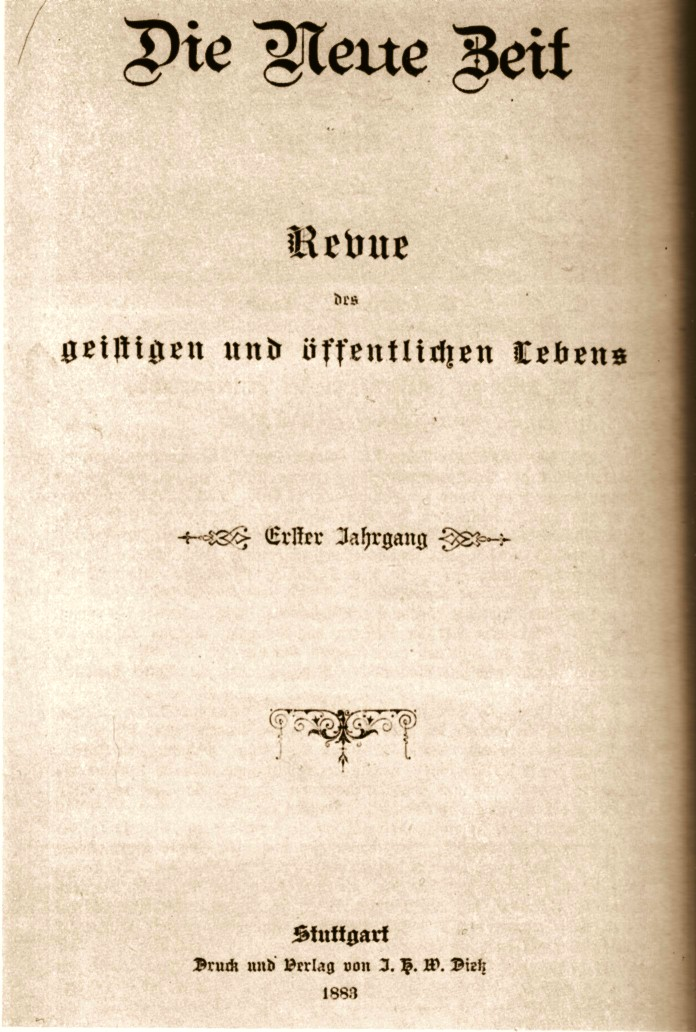
Il primo numero della rivista, del 1883

Die Neue Zeit (Il nuovo tempo) è stata una rivista politica tedesca di orientamento socialista e marxista pubblicata in Germania dal 1883 al 1923. Fondata e diretta da Karl Kautsky, ha accolto gli articoli e i contributi di molti grandi teorici socialisti dell'epoca, come Rosa Luxemburg, Bernstein, Trockij, Wilhelm Liebknecht, Parvus, Plechanov. La rivista ebbe un ruolo importante nell'ambito del dibattito sul revisionismo bernsteiniano.

## Fondazione
In seguito alla promulgazione della legge contro i socialisti (Sozialistengesetz) del 21 ottobre 1878, la SPD perse la quasi totalità della stampa. Nel giugno successivo le autorità imperiali vietarono la pubblicazione di 148 periodici e di 249 opere non periodiche, così come di migliaia di volantini, opuscoli e manifesti. La stampa socialista fu condannata alla clandestinità; certe pubblicazioni furono trasferite all'estero (soprattutto in Svizzera), altre furono affidate a privati e mecenati che le stamparono e distribuirono a loro spese.
Johann Heinrich Wilhelm Dietz era uno di questi privati: nel 1880 fondò una casa editrice a Stoccarda con cui pubblicò, illegalmente, opere di Marx ed Engels, nonché qualche rivista ufficialmente indipendente, ma ufficiosamente legata alla SPD. Nel 1882 Dietz fece amicizia con due intellettuali appartenenti ai circoli culturali viennesi, Karl Kautsky e Heinrich Braun, e propose loro di prendersi carico della pubblicazione di una rivista politica impegnata. Al termine di un incontro a Salisburgo con molti dirigenti socialdemocratici (fra i quali August Bebel), il progetto prese forma. Dietz, Braun e Kautsky s'impegnarono nel gennaio 1883 a fondare una società con un capitale di 9.000 marchi, provenienti dai loro fondi personali.
Questo accordo fu presto rimesso in questione a causa dei disaccordi sull'orientamento editoriale della pubblicazione. Infatti, Braun pensava a una rivista teorica destinata a un pubblico intellettuale. Kautsky, invece, auspicava di farne uno strumento di propaganda e perciò mirava a un pubblico molto più ampio. Nel marzo 1883 Braun lasciò la società e qualche anno più tardi fondò una rivista più vicina al suo disegno, l'Archiv für Sozialpolitik und Statistik.
Per Kautsky la fondazione della Neue Zeit coincise con il suo definitivo approdo al marxismo. Nel 1884 lasciò la Germania per l'Inghilterra dove incontrò Marx ed Engels. Dopo la morte di Marx, rimase in contatto continuo con Engels, che influenzò così direttamente i contenuti della rivista.
In questa visione decisamente marxista, la rivista non doveva solamente servire a colmare le carenze teoriche di una SPD ancora traumatizzata dal Sozialistengesetz, ma doveva anche indirizzarsi al proletariato per fargli comprendere il funzionamento del movimento e le sue lotte.

## Organizzazione e diffusione
Dal 1883 al 1890 l'organizzazione della rivista fu abbastanza precaria: apparendo clandestinamente, la Neue Zeit non poteva dotarsi di una vera redazione permanente. Kautsky da solo scriveva un terzo dei contenuti editoriali; il resto era prodotto da collaboratori intermittenti. A partire dal 1884 Kautsky s'istallò a Londra e diresse il periodico a distanza. La composizione concreta della rivista era delegata a degli intermediari sulla piazza di Stoccarda.
Durante tutto questo periodo la Neue Zeit uscì mensilmente. A dispetto delle ambizioni di Kautsky, non arrivò a raggiungere un pubblico molto ampio. All'inizio gli abbonati non erano più di 2.500. E di conseguenza la rivista faceva fatica a raggiungere l'equilibrio finanziario. Verso il 1884 la società era in deficit di 4.000 marchi, ovvero circa metà del capitale. Per rendere più stabile la rivista, la casa editrice Dietz decise di allegarla a una delle sue collezioni più redditizie, la "Biblioteca internazionale dei classici del Socialismo", di cui Karl Kautsky divenne il direttore responsabile.
Dopo l'abrogazione della legge contro i Socialisti la Neue Zeit cambiò radicalmente: divenne settimanale e allargò il pubblico dei lettori fino a quasi 10.000 abbonati all'inizio degli anni novanta dell'Ottocento. In questo contesto giuridico chiarito, Kautsky si circondò di una redazione ormai permanente. Nel 1891, per la prima volta, il colophon elencava i principali collaboratori: August Bebel, Eduard Bernstein, Friedrich Engels, Paul Lafargue, Max Schippel e Friedrich Adolph Sorge. Questo elenco si modificò nel tempo: Wilhelm Liebknecht e Franz Mehring vi entrarono a partire dal 1892, poi Heinrich Cunow dal 1899, mentre il nome di Eduard Bernstein sparì nel 1900. Parallelamente la rivista disponeva di vari corrispondenti fissi come Charles Rappoport e Hubert Lagardelle dalla Francia o Ischtiraki e Friedrich Schrader da Costantinopoli. Vantava infine collaboratori intermittenti come Rosa Luxemburg, Trockij e Parvus.
Il numero di lettori diminuì a metà degli anni novanta: nel 1896 gli abbonati erano scesi a 4.000, poi il loro numero si stabilizzò intorno ai 7.000 nel corso del primo decennio del Novecento. Era in ogni modo chiaro che il progetto iniziale di Kautsky di iniziare il proletariato alla teoria marxista non si era realizzato: la rivista era letta solo dagli intellettuali di sinistra e da alcuni funzionari di partito. Inoltre, subiva la concorrenza di altre riviste, come la rivista revisionista di Johann Sassenbach, Der sozialistische Akademier. Nonostante tutto, la Neue Zeit riuscì ad imporsi come rivista ufficiale della SPD: dal 1901 al 1914 si sottotitolò "Settimanale della socialdemocrazia tedesca" (Wochenschrift der deutschen Sozialdemocratie).
Essendo divenuta la rivista ufficiale del Partito, quando nel 1917 Kautsky lasciò la SPD per l'USPD, perse anche il posto di direttore della Neue Zeit, che aveva fondato 34 anni prima.

## Struttura editoriale
La Neue Zeit adottò progressivamente un canovaccio editoriale ripetitivo, contraddistinto da varie rubriche fisse. Generalmente un numero si apriva con un'analisi della situazione tedesca (il primo articolo aveva quasi sempre l'indicazione Berlin seguita dalla data). Seguivano vari articoli di teoria marxista, nonché corrispondenze dall'estero. Veniva poi una recensione di un'opera apparsa di recente. Il numero si chiudeva con un feuilleton letterario o romanzesco.

## Collaboratori illustri
- Karl Marx
- Friedrich Engels
- Karl Kautsky
- Eduard Bernstein
- Rosa Luxemburg
- Lev Trockij
- Wilhelm Liebknecht
- Parvus
- Paul Lafargue
- Franz Mehring
- Georgi Plechanow
- Anton Pannekoek